# Distritos autónomos de Rusia
Los distritos autónomos, también llamados ókrugs autónomos (en ruso: автономный округ, romanizado: avtonomnyy okrug), son un tipo de sujetos federales de la Federación de Rusia y, al mismo tiempo, un tipo de división administrativa de algunos sujetos federales. A partir de 2024, Rusia tiene cuatro distritos autónomos de sus 83 sujetos federales. El distrito autónomo de Chukotka es el único distrito que no está subordinado a un óblast. El distrito autónomo de Nenetsia es parte del óblast de Arcángel, el distrito autónomo de Janti-Mansi y el distrito autónomo de Yamalia-Nenetsia son partes del óblast de Tiumén.

## Actuales distritos autónomos
| N.º | Distrito         | Bandera | Escudo | Área (km²) | Población (2002 est.) | Capital       |
| --- | ---------------- | ------- | ------ | ---------- | --------------------- | ------------- |
| 1   | Nenetsia         |         |        | 176 700    | 41 000                | Narian-Mar    |
| 2   | Janti-Mansi      |         |        | 534 800    | 1 538 463             | Janti-Mansisk |
| 3   | Chukotka         |         |        | 737 700    | 54 000                | Anádyr        |
| 4   | Yamalia-Nenetsia |         |        | 750 300    | 507 000               | Salejard      |

## Historia
Los distritos autónomos (Ókrugs) fueron uno de los tipos de unidad administrativa de tercer y cuarto nivel de la Unión Soviética en las que se dividían los óblasts y los krais. Estos se designaban a grupos étnicos con una cantidad de habitantes muy pequeña y dispersa (menor a los 500,000 habitantes), que vivían en áreas remotas. Estaban subordinadas tanto a sus respectivas repúblicas como a los óblasts/krais dentro de los que se encontraban. Como organismo de gobierno contaban con organismos legislativos denominados Sóviets de Diputados del Pueblo y Comités Ejecutivos. En el gobierno federal estaban representados por el Sóviet Supremo de la Unión Soviética, contando en el Sóviet de las Nacionalidades con 1 diputado cada uno. 

Originalmente llamados ókrugs nacionales, este tipo de unidad administrativa se creó en la década de 1920 y se implementó ampliamente en 1930 para brindar autonomía a los pueblos indígenas del norte. La constitución soviética de 1977 cambió el término distritos nacionales al de distritos autónomos para enfatizar que efectivamente eran autonomías y no simplemente otro tipo de división administrativa y territorial. Si bien la constitución de 1977 estipuló que los distritos autónomos estaban subordinados a los óblasts y krais, esta cláusula se revisó el 15 de diciembre de 1990, cuando se especificó que los distritos autónomos estaban subordinados directamente a la RSFS de Rusia, aunque todavía podían permanecer en la jurisdicción de un krai o un óblast al que antes estaban subordinados.

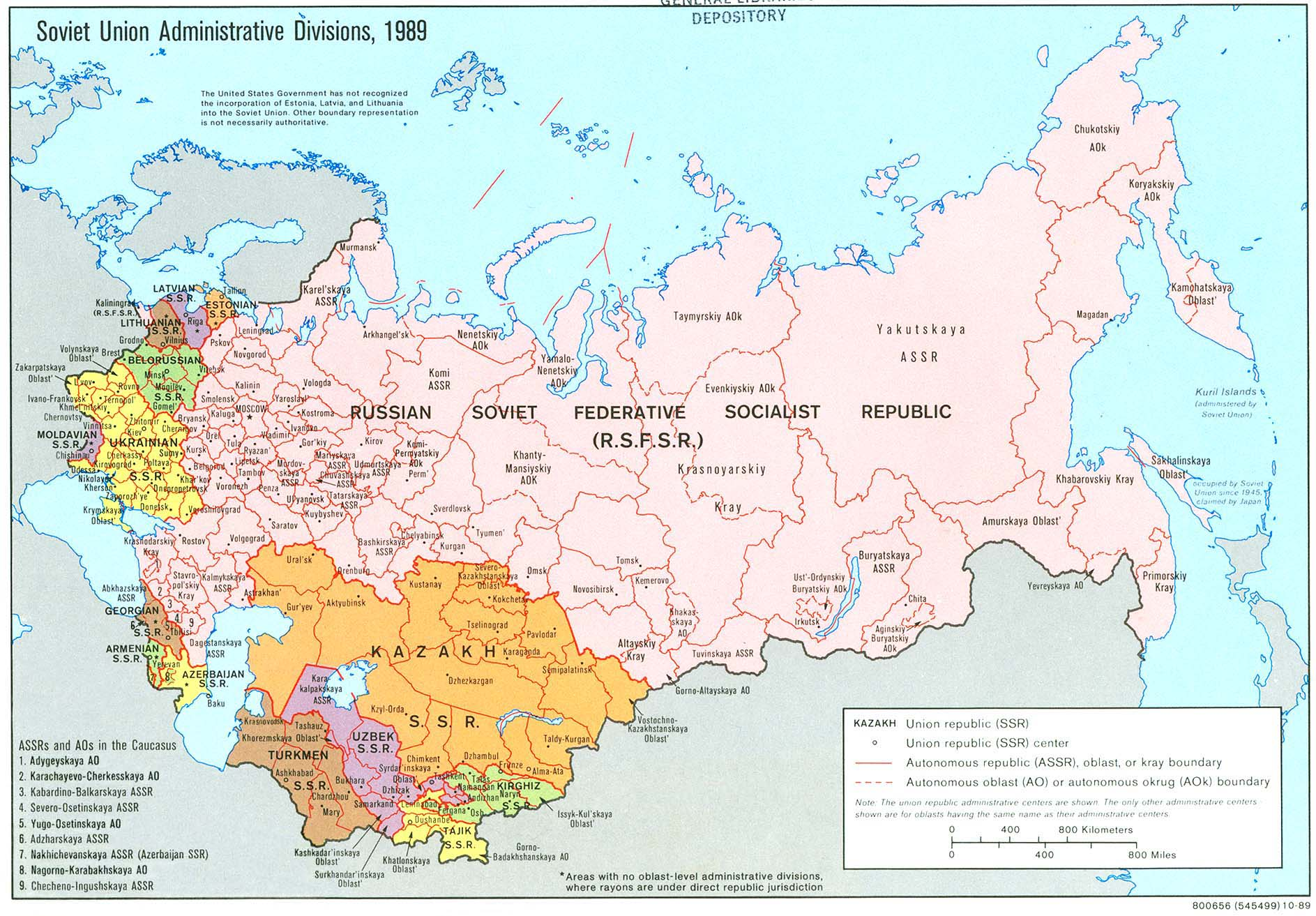
Divisiones administrativas de la Unión Soviética en 1989.

En 1990, existían diez distritos autónomos dentro de la RSFS de Rusia. Entre 2005 y 2008, los tres distritos autónomos en los que la nacionalidad titular constituía más del 30% de la población fueron abolidos. Desde entonces, tres más han sido abolidos, quedando cuatro. 
Los diez distritos autónomos en 1990 eran:
| Entidad en 1990                                     | Estatus en agosto de 2008                                         |
| --------------------------------------------------- | ----------------------------------------------------------------- |
| Buriatos de Aguínskoye                              | actual distrito Agin-Buriato del krai de Zabaikalie               |
| Buriatos de Ust-Ordá dentro de la óblast de Irkutsk | actual distrito Buriato de Ust-Ordá de la óblast de Irkutsk       |
| Chukotka dentro de la óblast de Magadán             | ya no se encuentra subordinado a la óblast de Magadán             |
| Evenkía dentro del krai de Krasnoyarsk              | actual distrito Evenki del krai de Krasnoyarsk                    |
| Janti-Mansi dentro de la óblast de Tiumén           | (sin cambios)                                                     |
| Komi-Permiakia                                      | actual distrito Komi-Permiako del krai de Perm                    |
| Koriakia dentro de la óblast de Kamchatka           | actual distrito Koriako del krai de Kamchatka                     |
| Nenetsia dentro de la óblast de Arcángel            | (sin cambios)                                                     |
| Taimiria dentro del krai de Krasnoyarsk             | actual distrito Taimirio Dolgano-Nenetsio del krai de Krasnoyarsk |
| Yamalia-Nenetsia dentro de la óblast de Tiumén      | (sin cambios)                                                     |